# 蒙哥马利算法
在模算數領域，蒙哥馬利模乘(Montgomery modular multiplication)、蒙哥馬利乘算(Montgomery multiplication)是一种快速大数（通常是几百個二進位）模乘算法， 由彼得·蒙哥马利在1985年提出。
一般以傳統方式計算模乘 ab mod N 時，是將乘積 ab 除以 N 並取餘數，然而除法需要相當消耗時間的商數位估算和校正。因此蒙哥馬利模乘引入了一種特殊的數字表達形式「蒙哥馬利型(Montgomery form)」。將 a 與 b 轉化為蒙哥馬利型後，計算在蒙哥馬利型下的 ab mod N。令 R > N 為一整數常數且與 N 互質，在計算蒙哥馬利演算法的過程中，唯一必要的除法就僅為除以 R。而此常數 R 是可以設計為容易進行除法的。以實務來說，R 通常會設為 2 的冪次方，如此一來，除法就僅僅需要進行移位。
單次的蒙哥馬利模乘因為需要將 a 與 b 轉化為蒙哥馬利型，速度上可能反而不及傳統方法以及巴雷特約減。然而，當我們需要進行連續乘法時（例如模冪(modular exponentiation)運算），其優勢就會展現出來：只有在連續乘法起始與結束時需要進行蒙哥馬利型轉化，而過程中所產生的中間值可以一直維持在蒙哥馬利型的狀態。相較於連乘，轉化的時間花費在整個過程中就相對微小許多。
諸多的密碼系統如 RSA 與 迪菲-赫爾曼密鑰交換 都是基於在一個很大的奇數模上做運算。對這些演算法來說，使用 R 為二的次方的蒙哥馬利乘算是非常有效率的一種做法。